# Heichal Shlomo
Heichal Shlomo és l'antiga seu central de la Gran Rabinat d'Israel. Està al costat de la Gran Sinagoga de Jerusalem al carrer King George, de Jerusalem. A l'edifici hi ha actualment; el Museu de l'herència jueva, la Sinagoga Renanim, un espai d'oficines, i un auditori. L'edifici es troba a l'altre costat del Hotel Leonardo Plaza de Jerusalem. L'edifici va ser acabat en 1958, i en 1992 va esdevenir un museu d'art jueu.